# Cunning Stunts
Cunning Stunts (англ. Карколомні трюки) — документальний фільм, запис концерту американського рок-гурту Metallica, що вийшов 1998 року.

## Про фільм
Документальний фільм Cunning Stunts було видано 24 листопада 1998 року. Його було записано під час концертів у Форт-Верті, Техас, США, 9-10 травня 1997 року. Режисером фільму став Вейн Айшем. Відеоальбом тривалістю понад 140 хвилин містив запис виступів гурту під час концертного турне на підтримку альбому Load, а також епізоди за лаштунками сцени, інтерв'ю музикантів Metallica та інші документальні кадри.
Фільм вийшов на двох DVD-дисках. Однією з особливостей релізу була технічна можливість обирати камери, спрямовані на конкретного музиканта, на трьох піснях — «Ain't My Bitch», «For Whom The Bell Tolls» та «Wherever I May Roam». Назва альбому є грою слів (спунеризмом): якщо в назві «англ. cunning stunts», яка означає «карколомні трюки», переставити перші літери, то отримаємо  «англ. stunning cunts» — «приголомшливі вагіни». 

## Список пісень
| Диск 1 | Диск 1 | Диск 1     |
| #      | Назва | Тривалість |
| ------ | --- | ---------- |
| 1.     | «So What» |            |
| 2.     | «Creeping Death» |            |
| 3.     | «Sad But True» |            |
| 4.     | «Ain't My Bitch» (🎥) |            |
| 5.     | «Hero Of The Day» |            |
| 6.     | «King Nothing» |            |
| 7.     | «One» |            |
| 8.     | «Fuel» |            |
| 9.     | «Bass/Guitar Doodle» |            |
| 10.    | «Nothing Else Matters» |            |
| 11.    | «Until It Sleeps» |            |
| 12.    | «For Whom The Bell Tolls» (🎥)                                                                                               |            |
| 13.    | «Wherever I May Roam» (🎥)                                                                                                   |            |
| 14.    | «Fade To Black» |            |
| 15.    | «Kill/Ride Medley» (Ride The Lightning, No Remorse, Hit The Lights, The Four Horsemen, Seek & Destroy, Fight Fire With Fire) |            |

| Диск 2 | Диск 2              | Диск 2     |
| #      | Назва               | Тривалість |
| ------ | ------------------- | ---------- |
| 1.     | «Last Caress»       |            |
| 2.     | «Master Of Puppets» |            |
| 3.     | «Enter Sandman»     |            |
| 4.     | «Am I Evil?»        |            |
| 5.     | «Motorbreath»       |            |